# 1992 في العراق
فيما يلي قوائم الأحداث التي وقعت خلال عام 1992 في العراق.

## موسيقى

### ألبومات
من الألبومات التي صدرت هذه السنة في العراق:
- 1 يناير – افرح من غناء كاظم الساهر.

## مواليد

### يناير
- 1 يناير – أحمد فاضل لاعب كرة قدم عراقي.
- 1 يناير – أمجد كلف لاعب كرة قدم عراقي.
- 1 يناير – هيردي نور الدين لاعب كرة قدم عراقي.
- 5 يناير – وليد سالم اللامي لاعب كرة قدم عراقي.
- 13 يناير – أسامة رشيد لاعب كرة قدم عراقي.
- 19 يناير – سعد عبد الأمير لاعب كرة قدم عراقي.

### فبراير
- 25 فبراير – أحمد إبراهيم خلف لاعب كرة قدم عراقي.

### مارس
- 3 مارس – علي بهجت لاعب كرة قدم عراقي.

### أبريل
- 12 أبريل – ريبين سولاقا لاعب كرة قدم سويدي.

### مايو
- 26 مايو – سامح سعيد لاعب كرة قدم عراقي.

### يوليو
- 1 يوليو – مروان حسين لاعب كرة قدم عراقي.
- 1 يوليو – مصطفى جودة لاعب كرة قدم عراقي.

### أكتوبر
- 8 أكتوبر – حسين علي واحد لاعب كرة قدم عراقي.

## وفيات

### يناير
- 1 يناير – فائق حسن (مواليد 1914) رسام عراقي.
- 1 يناير – لميعة توفيق (مواليد 1937) مغنية عراقية.
- 1 يناير – يورا أيشايا (مواليد 1933) يورا ايشايا.